# Phare de Torre del Mar
Le Phare de Torre del Mar est un phare situé dans la petite ville de Torre del Mar sur le territoire de Vélez-Málaga, dans la province de Malaga en Andalousie (Espagne).
Il est géré par l'autorité portuaire du port de Malaga.

## Histoire
Le phare primitif a été construit en 1864 près de l'embouchure de la rivière Almanzora. Il a été détruit par une tempête en 1880 et en 1881 ouvrage provisoire a été érigé sur le même site mais restant précaire à cause des tempêtes. En 1917 la construction d'un nouveau phare fut décidé et inauguré en 1930.
Avec l'essor touristique de la zone un nouveau phare fut construit en 1974. C'est une tour cylindrique, avec double galerie et lanterne, de 28 m de hauteur. En 2013 le phare a été peint dans les couleurs bleues et blanches du drapeau de la province de Málaga et en 2016 a subi une restauration. Placé sur le bord de mer de Torre del Mar, il est à environ à 32 km à l'est de Málaga.
Identifiant : ARLHS : SPA-277 ; ES-21780 - Amirauté : E0072 - NGA : 4392 .
|          |
| Le phare |

|          |
| Le phare |

### Lien connexe
- Liste des phares d'Espagne